# Оспедалето (Верона)
Оспедалето је насеље у Италији у округу Верона, региону Венето.
Према процени из 2011. у насељу је живело 1043 становника. Насеље се налази на надморској висини од 122 м.